# Fassmer

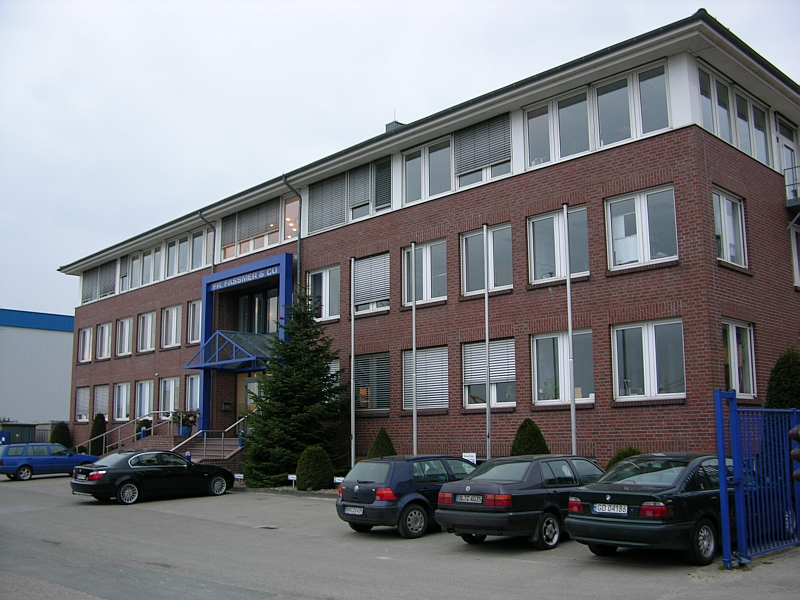
Verwaltungsgebäude in Berne

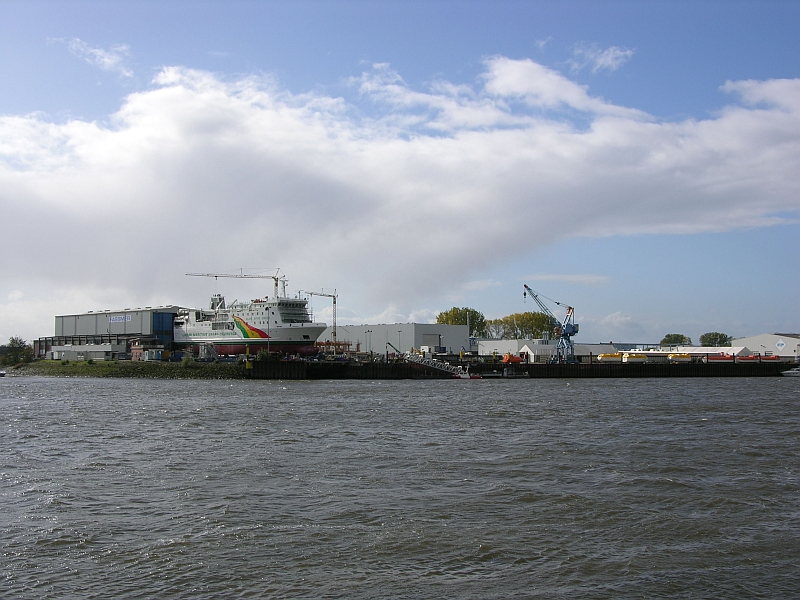
Betriebsgelände von der Weser aus gesehen

Die Fassmer-Werft in Berne-Motzen im niedersächsischen Landkreis Wesermarsch ist ein deutsches Schiffbauunternehmen in Familienbesitz. Bei der Konstruktion und Produktion von Rettungsbooten gehört Fassmer zu den weltweit führenden Anbietern.

## Geschichte
1850 gilt als Gründungsjahr des Unternehmens. In dem Jahr begann der Bootsbauer Johannes Fassmer in Bardenfleth mit dem Bau von Holzbooten für die Bauern, Reeder und Fischer in der Umgebung. Sein Sohn, der Bootsbaumeister Friedrich Fassmer, baute 1910 den Betrieb aus und nahm die Fertigung von Sportbooten aus Holz auf. Hans Fassmer übernahm 1920 nach dem Tod seines Vaters den Betrieb und es wurden neben dem bisherigen Bootsbauprogramm auch Beiboote für die Marine gebaut. 1938 wurden die ersten Stahlboote, 1948 die ersten Leichtmetallboote und 1958 die ersten Kunststoffboote gebaut. Ein Seenotrettungsboot mit Porsche-Motor für ein Feuerschiff entstand 1956.
Friedrich und Heinz Fassmer traten 1960 in die Firma ein und 1961 entstand ein Neubau der Werft in Motzen, nördlich der Weserfähre Motzen–Blumenthal. Fünf Jahre später erfolgt die Verlegung des gesamten Betriebes nach Motzen. 1973 begann Fassmer mit dem Hochdachbau aus glasfaserverstärkten Kunststoff. Ab 1974 begann der Bau von Schwerlastfähren und Feuerlöschbooten, es folgten eine breite Palette von Arbeits- und Rettungsbooten für verschiedene Auftraggeber. Die Boote und Schiffe wurden größer und anspruchsvoller, es wurde auch geforscht, wie etwa die Durchführung von Brandversuchen an geschlossenen Tankerrettungsbooten.
Holger Faßmer und Harald Faßmer traten 1985 bzw. 1992 in die Firma ein. Geschlossene Rettungsboote und größere Tenderboote für Kreuzfahrtschiffe wurden ein wichtiges Standbein der Werft, aber auch Fischereischiffe, Zollkreuzer und Polizeiboote entstanden in den kommenden Jahren. Die Firma Markos und Fassmer bildeten 1992 eine Kooperation, die bis heute besteht. 1995 begann Fassmer mit dem Bau von Spinner- und Gondelverkleidungen für die Windkraftbranche. Die Tochtergesellschaft Fassmer Schiffsservice GmbH wurde 1996 in Rechlin gegründet.
Mit Inbetriebnahme eines Schiffshebewerks im Jahr 2003 sind Neubauten an oder Reparaturen von Schiffen mit bis zu 70 Metern Länge möglich.
2008 bildet Fassmer eine Kooperation mit Marland Bootsservice in China.
Im Jahr 2012 übernahm die Fassmer-Werft das Gelände der früheren Schiffs- und Bootswerft Schweers in Bardenfleth und hat damit heute zwei Standorte in Berne.

## Fassmer-Werft heute
Die Gebr. Fassmer AG ist heute ein internationales Unternehmen mit den Produktbereichen Schiffbau, Boote und Davits, Anlagenbau, Windkraft und Faserverbundtechnik. Das im Jahr 1850 gegründete Familienunternehmen in der fünften Generation verfügt über Produktionsstätten in Deutschland, Polen und China.

### Schiffbau
Fassmers Schiffbauprogramm umfasst Fähren, Lotsenboote, Arbeitsschiffe, Tonnenleger, Offshore-Versorgungs- und Serviceschiffe, Forschungsschiffe, Seenotrettungskreuzer, Patrouillenboote, Polizeiboote, Mehrzweckschiffe sowie Marineschiffe. Zur Schiffbauabteilung gehören die Bereiche Forschung und Entwicklung, Entwurf, Konstruktion und Produktion.
Fassmer ist ein Hersteller von Seenotkreuzern und Seenotrettungsbooten der Deutschen Gesellschaft zur Rettung Schiffbrüchiger (DGzRS). So wurden die Hermann Marwede (46-m-Klasse), die Harro Koebke (36-m-Klasse), zwei Schiffe der 28-m-Klasse sowie bisher vier Kreuzer der 20-m-Klasse auf dieser Werft gebaut. Auch 17 Seenotrettungsboote der 8,5-m-Klasse fertigte die Werft zwischen 1987 und 1994. Dazu kommen vier Boote der 10,1-m-Klasse, zusätzlich erging 2015 der Auftrag für weitere drei Boote dieses Typs. Auch die vier jetgetriebenen Boddenboote (7-m-Klasse) und einige Tochterboote stammen aus der Produktion dieser Werft.

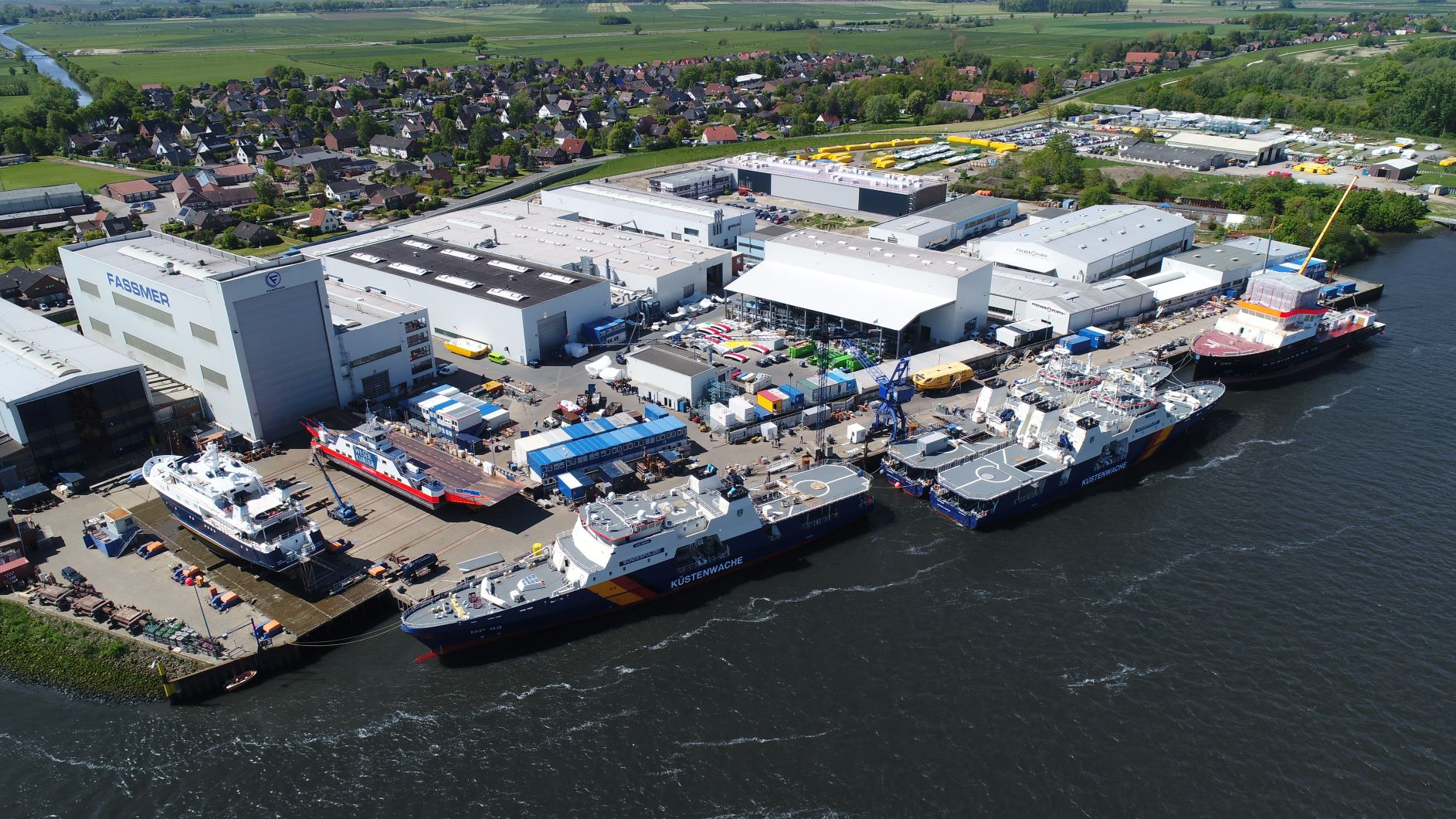
Betriebsgelände in Berne - Motzen

2011 wurde die Rainbow Warrior III für die Umweltschutzorganisation Greenpeace bei Fassmer fertiggestellt. Das Hightech-Motorsegelschiff ist Flaggschiff des gewaltfreien Protests und setzt sich für den Umweltschutz ein.
Mit dem Seebäderschiff Helgoland entstand bei Fassmer der erste Neubau in Deutschland, der mit Flüssiggas angetrieben wird.

### Boote und Davits
Die Firma Fassmer gehört zu den Weltmarktführern in der Konstruktion und Fertigung von Bereitschafts-, Rettungs- und Tenderbooten. Fassmer produziert Boote und Tender sowohl für Passagierschiffe, wie Fähren und Kreuzfahrtschiffe, als auch für Jachten. Außerdem baut das Unternehmen Spezialboote für die Marine und andere Behörden.

### Anlagenbau
Im Anlagenbau beschäftigt sich das Unternehmen mit der Konstruktion und Fertigung von schiffstechnischen Komponenten und Systemen wie Fallreepanlagen, Gangways, Boardingsystemen für Yachten, Kräne und anderen speziellen Ausrüstungskomponenten für die Schiffsbauindustrie.

### Windkraft
Ein zusätzliches Standbein der Werft ist die Herstellung und Montage von Spinner- und Gondelverkleidungen bis hin zu Komplettsystemen für Windkraftanlagen. Da diese Anlagen häufig in Offshoregebieten stehen, ist hohe Korrosionsbeständigkeit und geringes Gewicht gefordert. Daher werden vorwiegend Faserverbundwerkstoffe und seewasserbeständiges Aluminium verwendet. Außerdem stellt Fassmer Helikopterplattformen, Windlifts, Notfallkabinen und Zugangssysteme für den Offshore-Bereich her.

### Faserverbundtechnik
Fassmer produziert glasfaserverstärkte Kunststoffkomponente für die Automobil-, Caravan-, Baumaschinen- und Schienenfahrzeugindustrie sowie für den Vergnügungs- und Freizeitbereich.

### After-Sales-Services
Mehr als 200 Mitarbeiter in über 40 Ländern weltweit gewährleisten technische Unterstützung. Sie führen Inspektionen, Instandhaltungen, Reparaturen und Crew-Training durch.

### Fassmer Service GmbH & Co. KG
Die Fassmer Service GmbH & Co. KG ist eine hundertprozentige Tochtergesellschaft des Unternehmens.

### Fassmer Industrial Service GmbH & Co. KG
Die Fassmer Industrial Service GmbH & Co. KG ist eine hundertprozentige Tochtergesellschaft des Unternehmens.

## Produkte (Auswahl)

### Schiffe
- 46-Meter-Seenotkreuzer:  Hermann Marwede
- 36-Meter-Seenotkreuzer: Harro Koebke
- 28-Meter-Seenotkreuzer: Ernst Meier-Hedde, Berlin, Anneliese Kramer, Hamburg, Felix Sand, Nis Randers
- 20-Meter-Seenotkreuzer: Eiswette, Eugen, Theodor Storm, Pidder Lüng, Berthold Beitz, Fritz Knack
- Tonnenleger: Norden, Vogelsand
- Vermessungsschiff Capella
- Ausbildungs- und Kreuzfahrtschiff Hanse Explorer
- Fahrgastschiff Helgoland
- Forschungsschiff Uthörn
- Forschungsschiff Meridian
- Hightech-Motorsegelschiff Rainbow Warrior
- Fischereiforschungsschiff Solea
- Fassmer BL 20, Seezeichenschiffe
- Fassmer BL 44, Seezeichenschiffe
- Fassmer FPB 18, Zollkreuzer
- Fassmer FPB 27, Polizeiboote
- Fassmer FPB 28, Zollkreuzer
- Fassmer FPB 29, Polizeiboote
- Fassmer FPB 34, Patrouillenboote
- Fassmer SV 24, Vermessungsschiffe
- Fassmer SV 30, Vermessungsschiffe
- Branddirektor Westphal, Feuerlöschboot
- OPV-80
- Atair, Vermessungs-, Wracksuch- und Forschungsschiff
- Potsdam-Klasse, Bundespolizei-Einsatzschiffe

### Boote
- 18-m-Streckenboot: Glücksburg, Greif
- 10,1-Meter-Seenotrettungsboot: Kurt Hoffmann, Horst Heiner Kneten, Nausikaa, Konrad-Otto, Hans Dittmer, Secretarius, Fritz Thieme
- 8,5-Meter-Seenotrettungsboot: Asmus Bremer, Marie Luise Rendte, Günther Schöps, Gerhard ten Doornkaat, Karl van Well, Dornbusch, Cassen Knigge, Putbus, Walter Merz, Otto Behr, Hellmut Manthey, Hermann Onken, Jens Füership, Crempe, Baltrum, Bottsand, Stralsund
- 7-Meter-Seenotrettungsboot: Hecht, Zander, Barsch, Butt
- Fassmer FPB 13
- Forschungsboot Polarfuchs

## Galerie

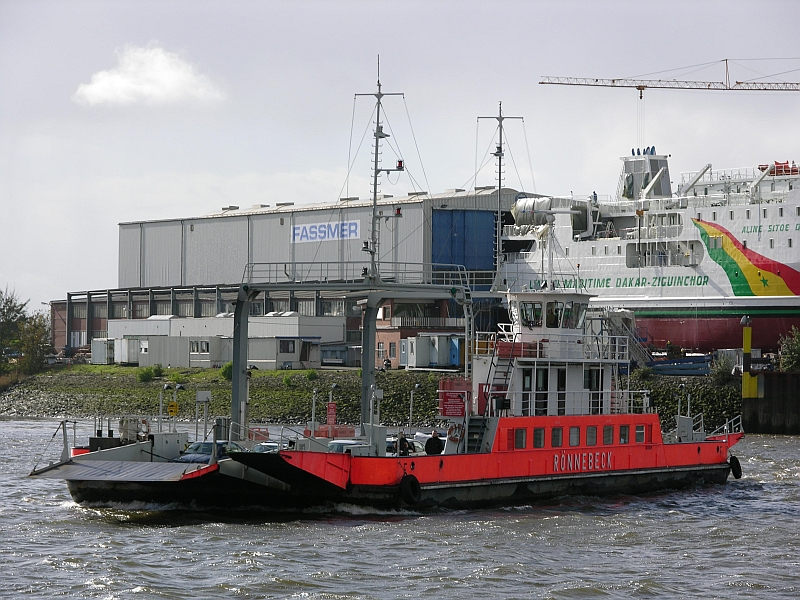
Auto- und Personenfähre Rönnebeck
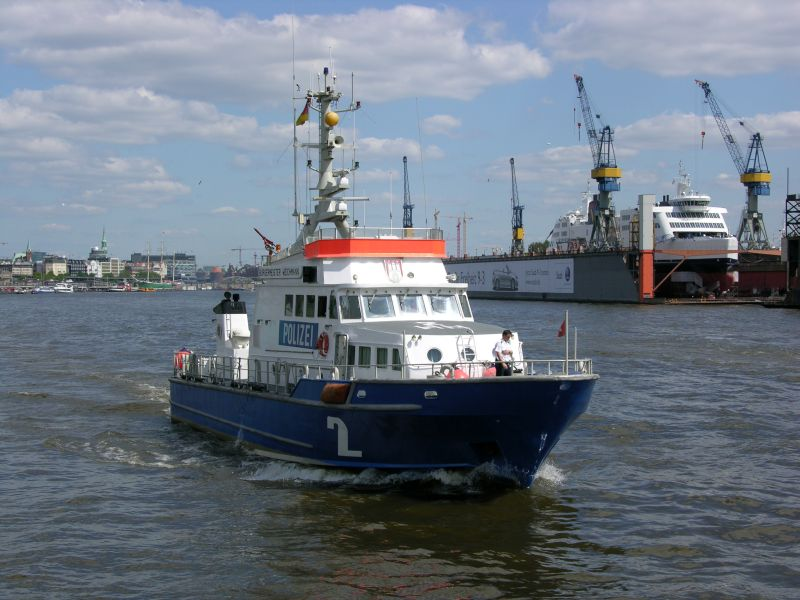
Polizeiboot (FPB 29) Bürgermeister Weichmann
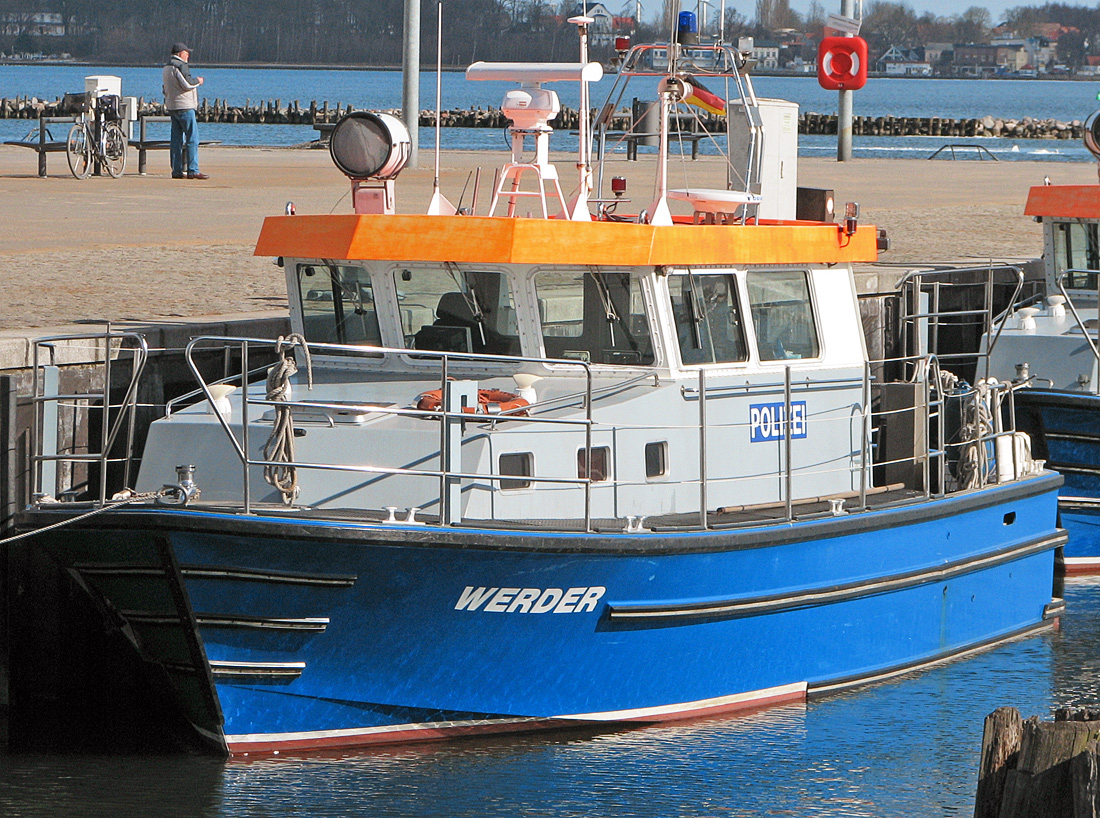
Polizeiboot Werder
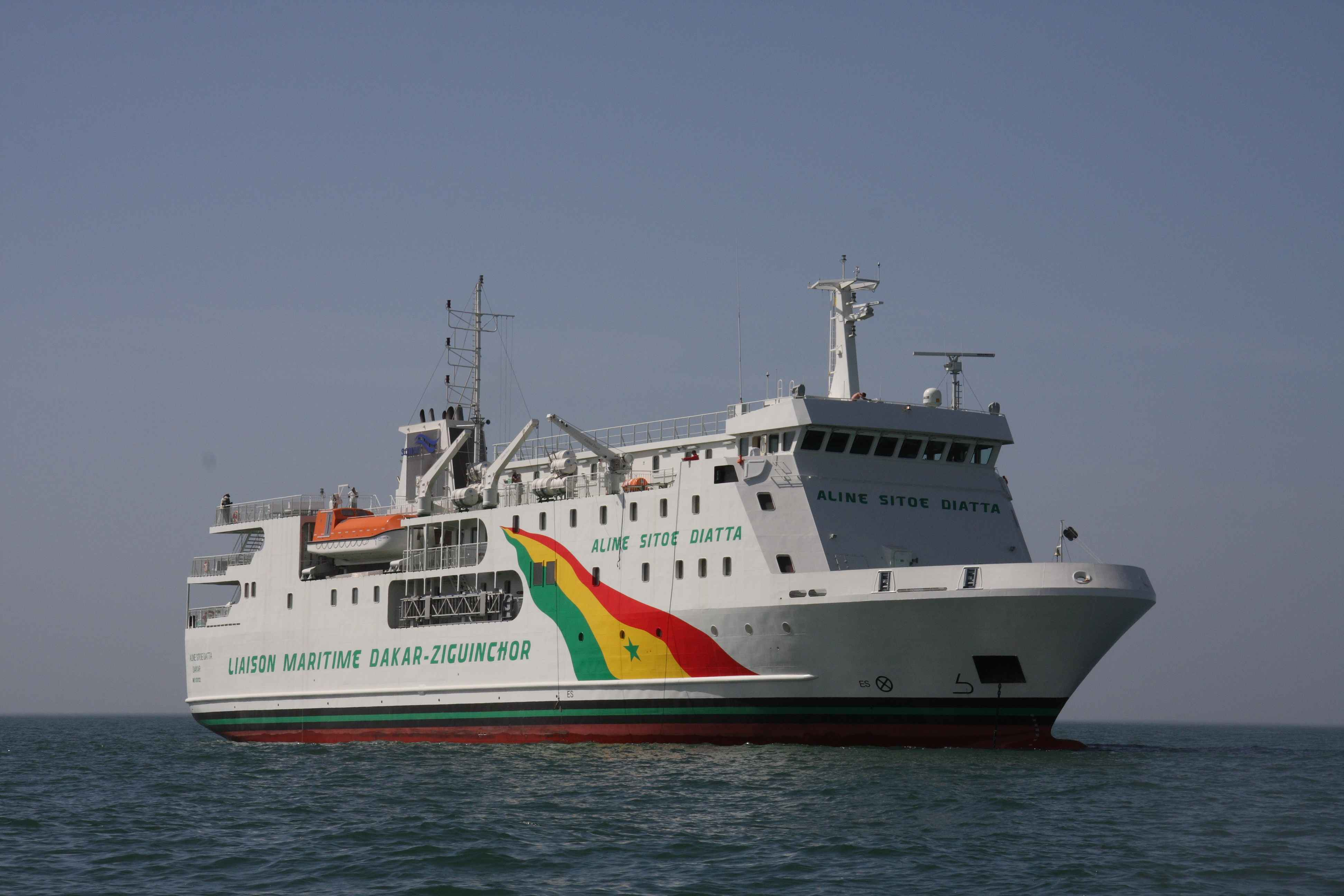
Ro-Pax-Fähre Aline Sitoe Diatta
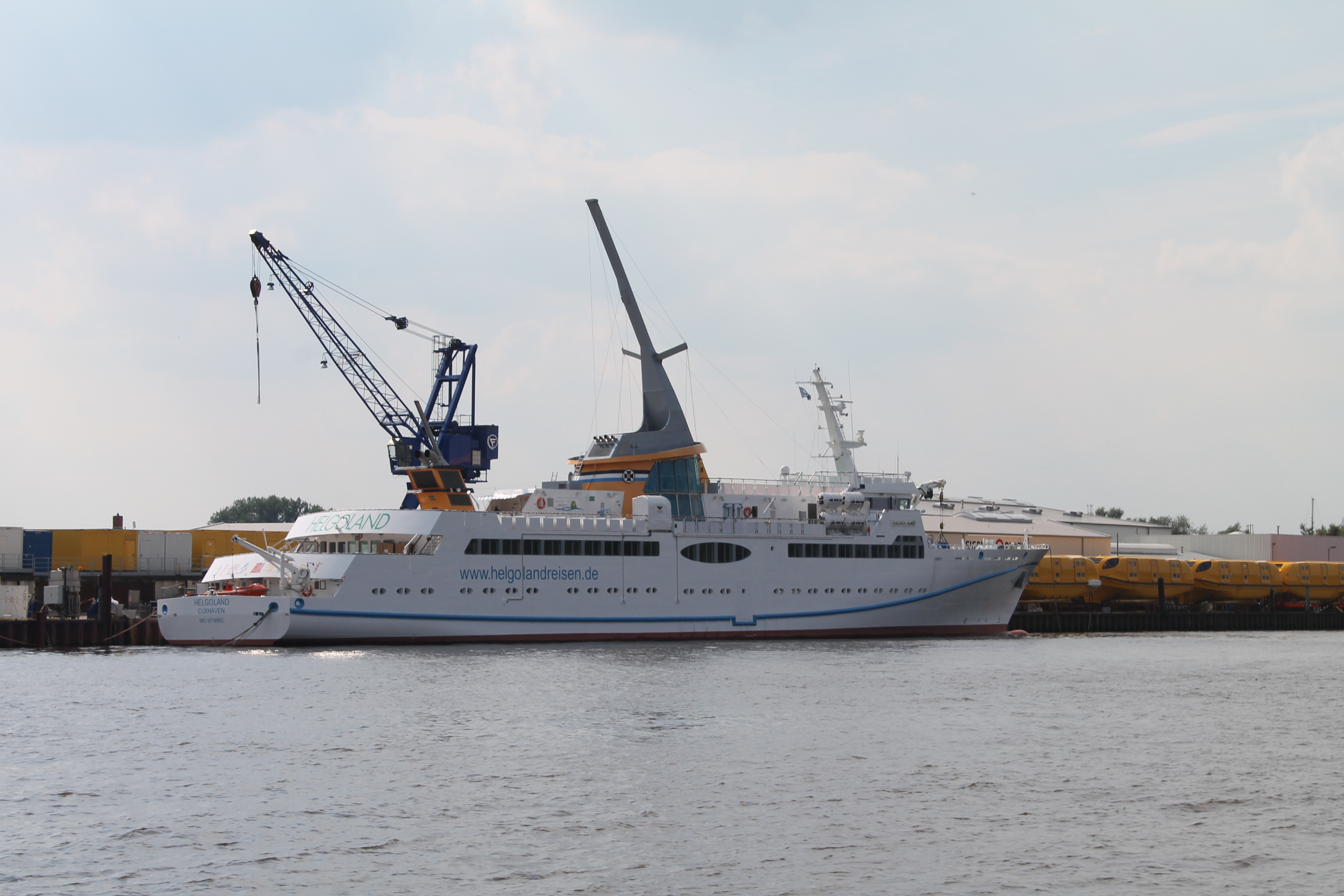
Die Helgoland an der Ausrüstungspier der Werft
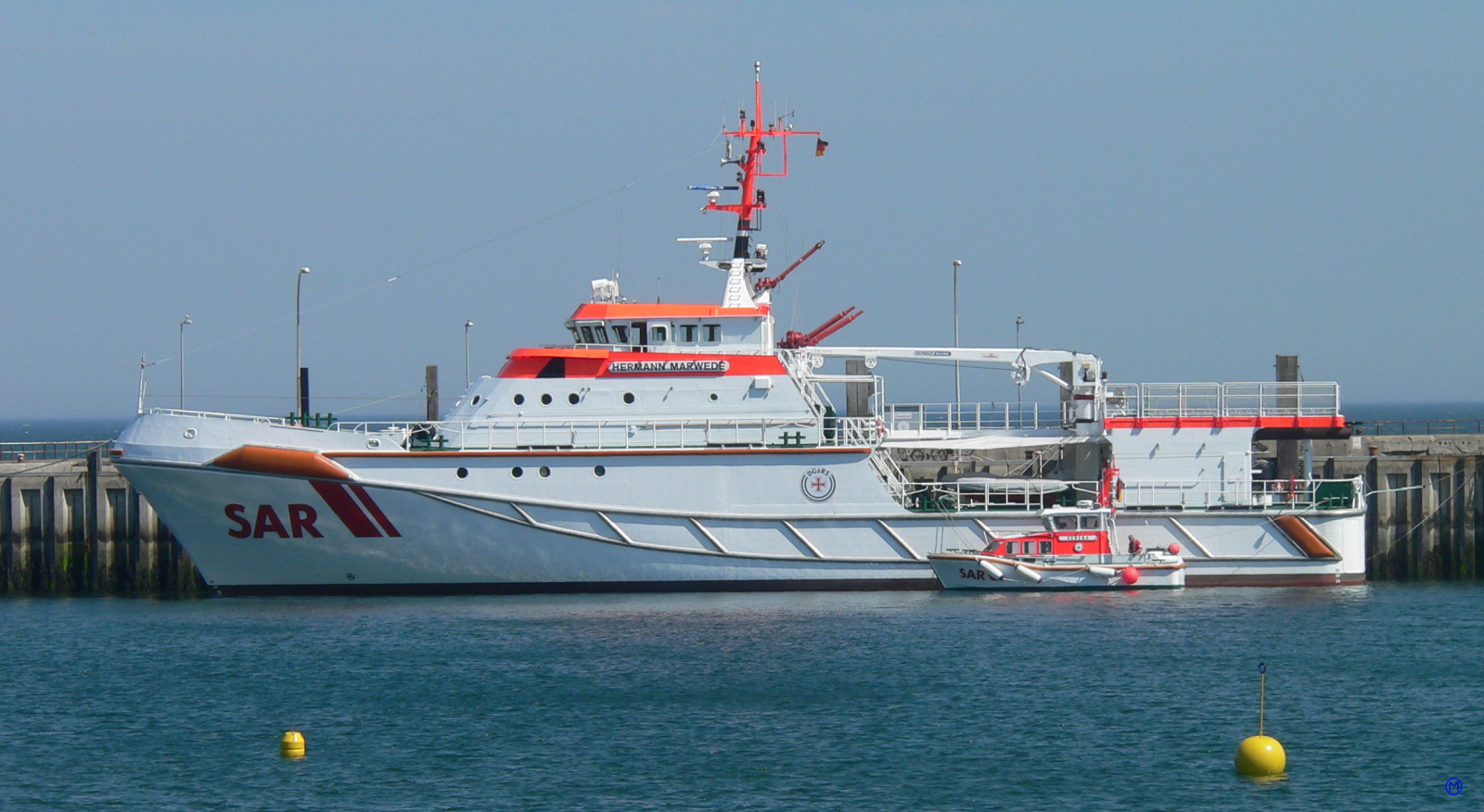
Seenotkreuzer Hermann Marwede
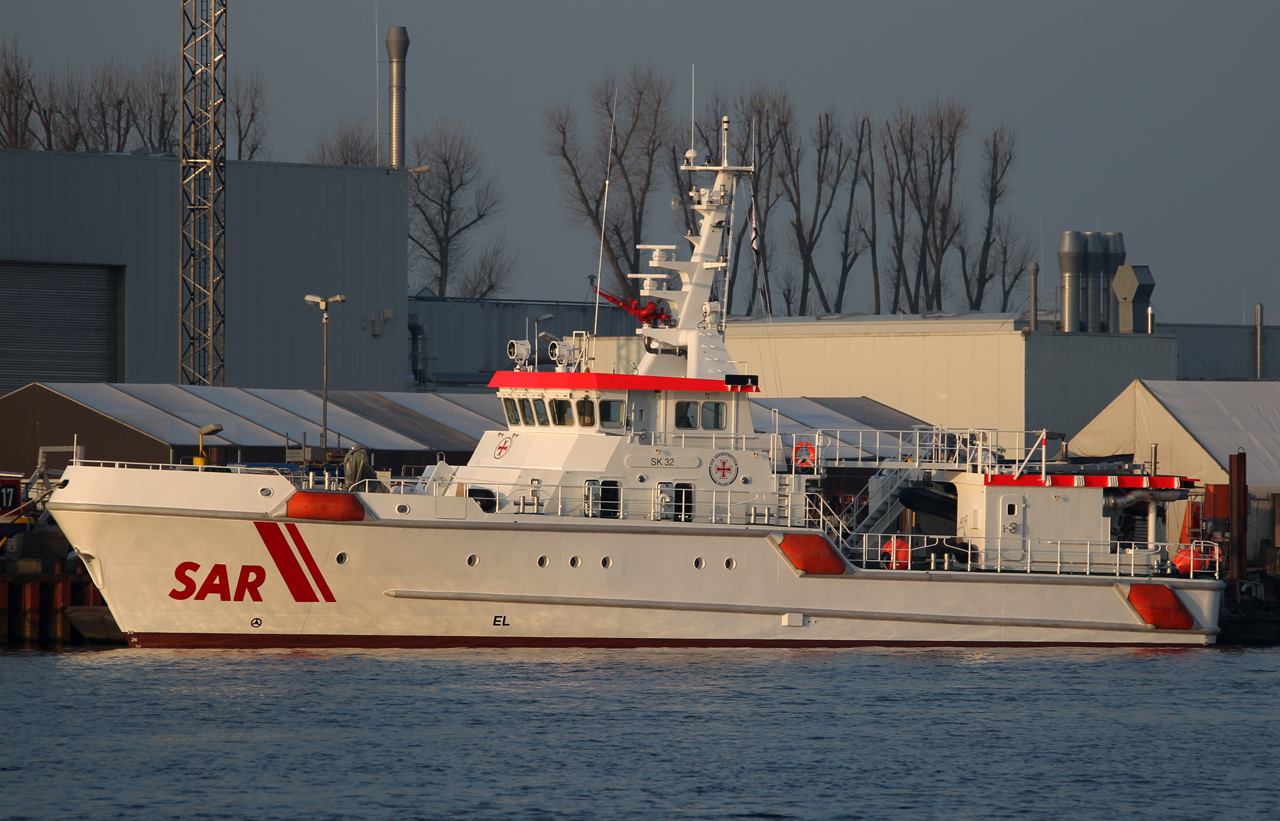
Seenotkreuzer Harro Koebke
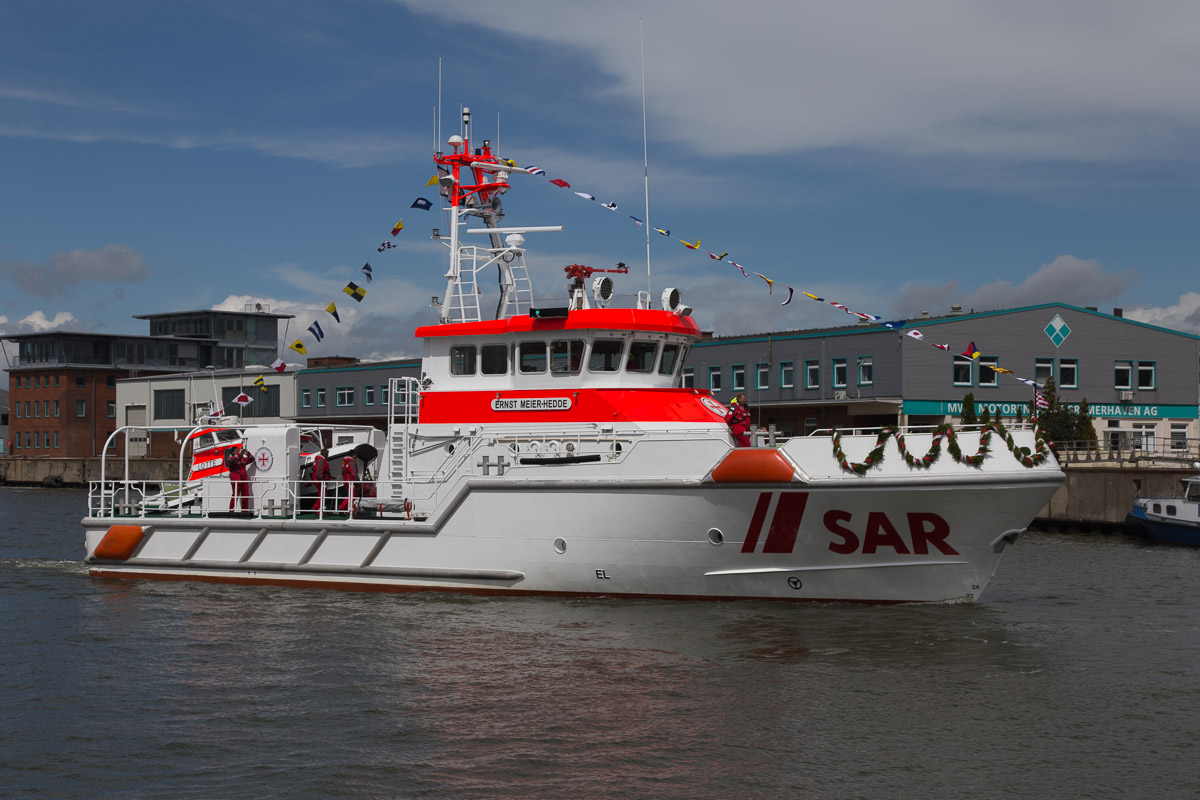
Seenotkreuzer Ernst Meier-Hedde
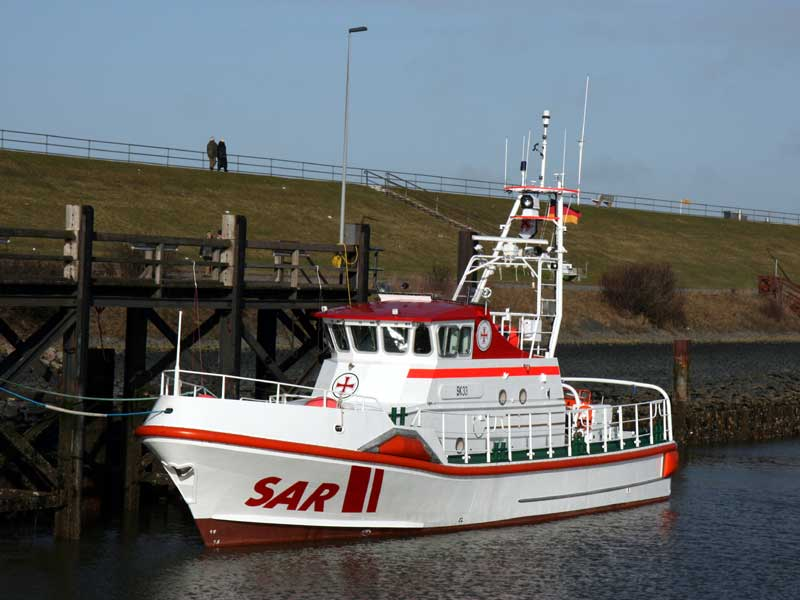
Seenotkreuzer Theodor Storm
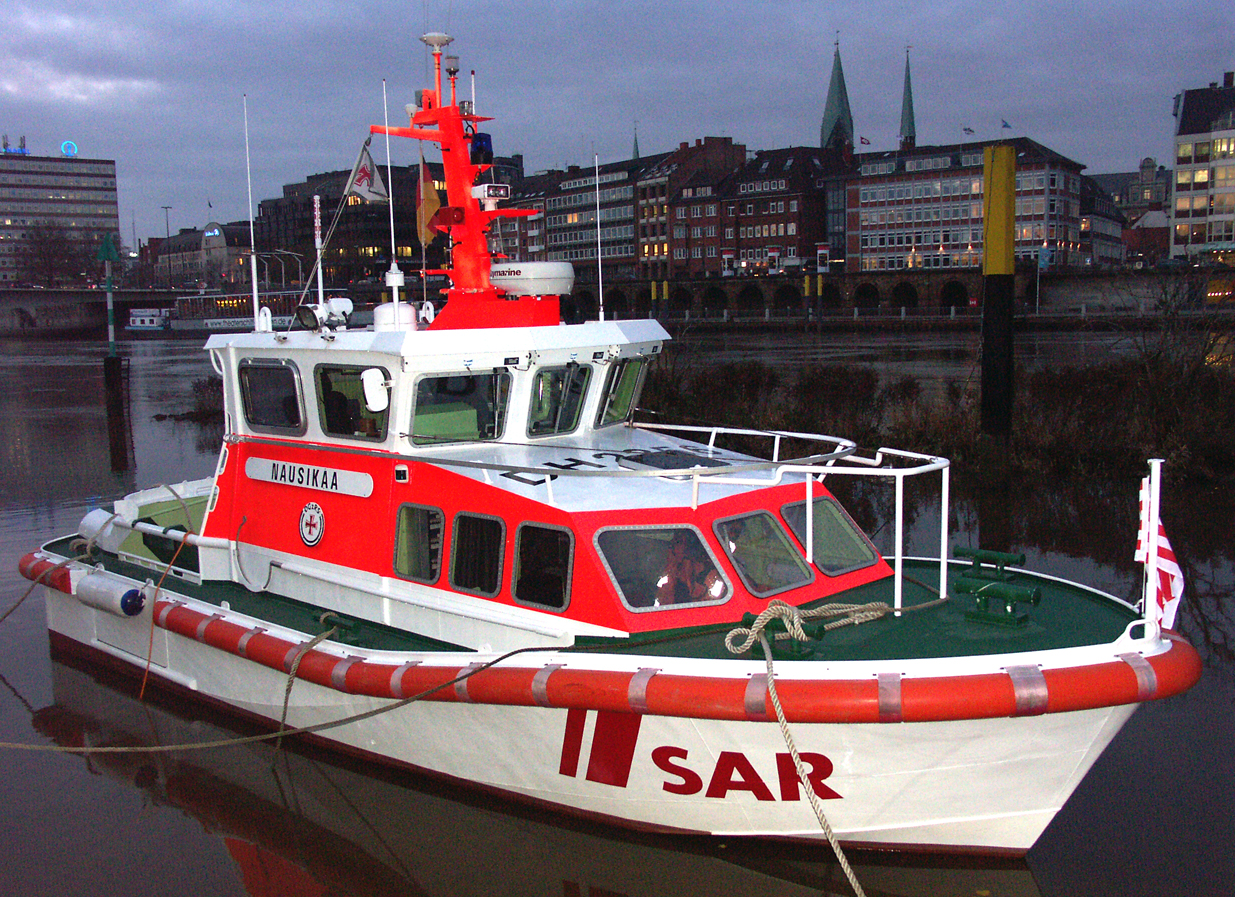
Seenotrettungsboot Nausikaa
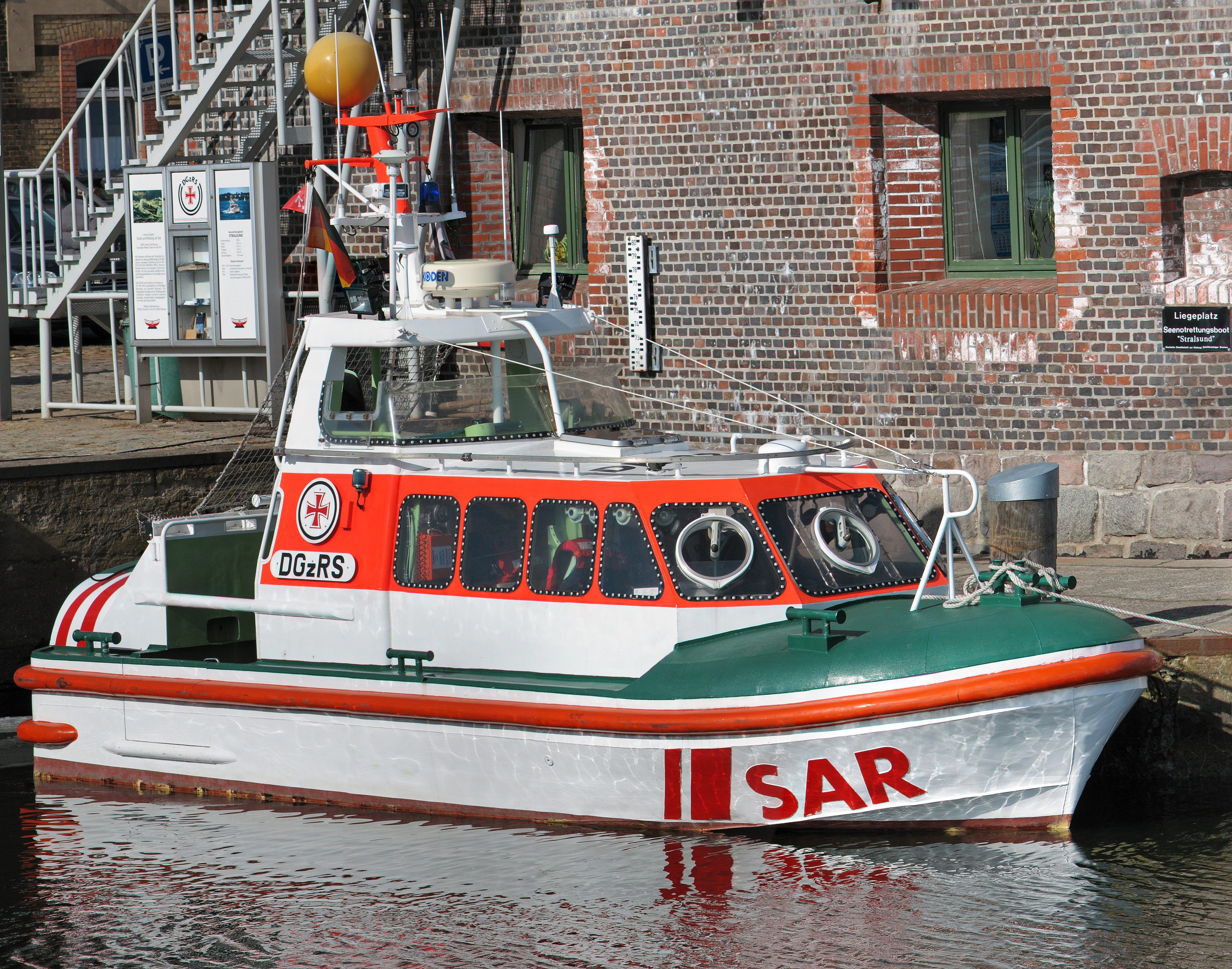
Seenotrettungsboot Stralsund
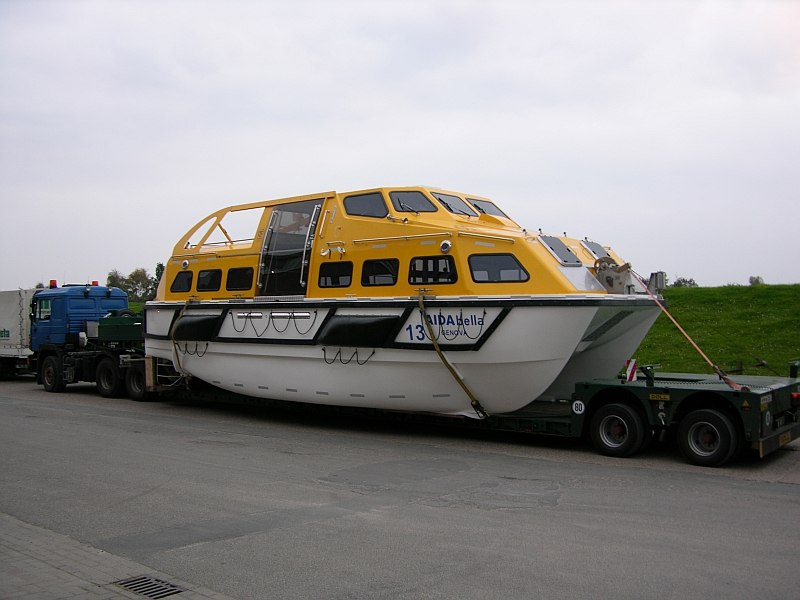
Tender AIDAbella 13
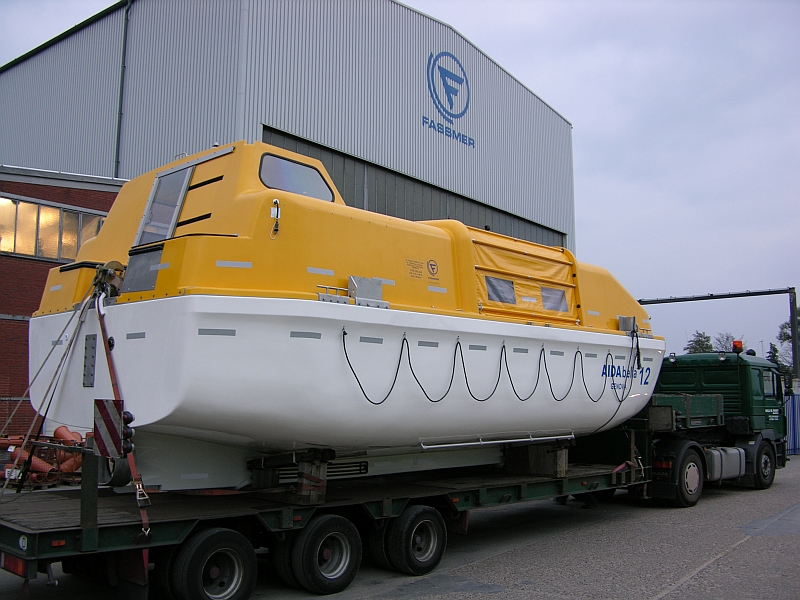
Teilgeschlossenes Rettungsboot AIDAbella 12